# Александерссон, Никлас
Ни́клас Алекса́ндерссон (швед. Niclas "Alex" Alexandersson; род. 29 декабря 1971, Хальмстад) — шведский футболист, полузащитник (крайний защитник или фланговый полузащитник).

## Клубная карьера
Начал карьеру в родном городе в клубе «Вессигебро БК». В 1988—1995 годах играл за «Хальмстад», потом перешёл в «Гётеборг», с которым выиграл чемпионат Швеции и выступал в матчах Лиги Чемпионов.
В 1997 году за 750 тысяч фунтов был куплен в «Шеффилд Уэнсдей», в этом клубе Александерссон стал любимцем фанатов и в 2000 году получил приз лучшего игрока клуба в сезоне. Но после вылета в первый дивизион он был продан за 2,5 миллиона фунтов в «Эвертон». За ливерпульский клуб Александерссон тоже отыграл три сезона.
После короткого периода в «Вест Хэм Юнайтед» он вернулся доигрывать на родину. В «Гётеборге» Никлас играл вместе со своим младшим братом Даниэлем. В сезонах 2004 и 2005 сыграл во всех матчах «Гётеборга» в чемпионате.

## Карьера в сборной
В составе олимпийской сборной Швеции Александерссон принимал участие в Олимпиаде-1992 в Барселоне.
Александерссон сыграл первый матч за главную сборную Швеции в 1993 году (10 ноября в матче против Австрии). Он был участником двух чемпионатов мира (2002 и 2006) и Чемпионатов Европы — 2000 и 2008. Завершил выступления за сборную после Евро-2008. Всего сыграл 109 матчей и входит в десятку лидеров по количеству матчей.

## Достижения
- Чемпион Швеции: 1996, 2007
- Обладатель Кубка Швеции: 1995, 2008
- Обладатель Суперкубка Швеции: 2008